# Todiramphus saurophagus
Todiramphus saurophagus là một loài chim trong họ Alcedinidae.